# 张树兰 (1937年)
张树兰（1937年12月28日—2022年9月9日），男，陕西子洲人，中华人民共和国政治人物，二级大法官，曾任甘肃省高级人民法院院长、党组书记。

## 生平
籍贯陕西省子洲县老君殿镇张家渠村。曾就读于子洲中学、绥德高中。1956年12月加入中国共产党。1964年西北政法学院毕业后任甘肃省人民检察院书记员。1968年7月至1970年5月，在五七干校学习、劳动。1970年6月，调任甘肃省物资储备局机要秘书。1972年12月到甘肃省高级人民法院工作，历任审判员、副庭长、庭长、审判委员会委员等职。1985年5月至1997年12月，任副院长。1998年至2003年，任党组书记、院长（副省级）。曾任第七届甘肃省政协委员，第九届、第十届甘肃省人大代表，中共甘肃省纪委第八届委员，中共甘肃省委第九届委员，最高人民法院咨询委员会委员。2002年12月退休。2022年9月9日9时58分在兰州逝世。